# かすがモリモリ村
かすがモリモリ村（かすがモリモリむら）は、岐阜県揖斐郡揖斐川町にある公共施設（複合施設）。
診療所などがある本館、レストラン、薬草風呂などがあるリフレッシュ館で構成されている。

## 概要
- 旧・揖斐郡春日村が1994年（平成6年）に作成した「春日村老人保健福祉計画」[2]により、春日村の保健福祉施設と地域の交流、農林業振興、就業施設の複合施設として建設された施設である。1997年（平成9年）2月27日竣工[1]。2005年（平成17年）に（旧）揖斐川町、谷汲村、久瀬村、春日村、坂内村、藤橋村と合併し、（新）揖斐川町が発足により揖斐川町の施設となる。
- 名称は一般公募から命名されている[3]。

## 本館
- 鉄筋コンクリート造・鉄骨造の3階建の建物である。1997年（平成9年）2月27日竣工[1]。同年4月21日開館[1]。

### 施設
- 春日診療所
  - 公益社団法人地域医療振興協会が管理運営する揖斐川町の診療所の一つ。内科、小児科、外科、整形外科、皮膚科を診療する。
  - 診療時間は9:00 - 12:00（月・火・木・金・土）、16:00 - 18:00（木のみ）。休診日は水曜日、日曜日、祝日、年末年始（12月29日 - 1月3日）。
- 揖斐川町社協春日デイサービスセンター
- 春日保健センター[4]。
- 春日在宅介護支援センター[5]。

### 利用案内
- 利用時間：
  - 8:30 - 17:15　※春日保健センター[6]。
- 休館日：
  - 水曜日、日曜日、祝日、年末年始（12月29日 - 1月3日）　※春日保健センター[6]

## リフレッシュ館
- 地域の資源である薬草等を活用し、食と健康、心と体をテーマとしたふれあい交流、農業関連産業の育成、農業の振興、就業機会の確保等を目的とする施設である[7]。条例上の名称は揖斐川町かすがモリモリ村リフレッシュ館である[7]。
- 鉄筋コンクリート造・鉄骨造の3階建の建物である。1997年（平成9年）2月27日竣工[1]。同年4月27日開館[8]。
- 建物に隣接して、1998年（平成10年）5月23日に薬草園が設置されている[9]。
- 指定管理者制度が導入されており「和のゆ春日事業部」が管理運営する。

### 施設
1階
- 伊吹の湯（薬草風呂）
- 八千代の湯（薬草風呂）
- ドライサウナ
- スチームサウナ
- 憩いの場
- センターホール（お土産コーナー）
- レストラン

2階
- 交流ホール
- キッズルーム
- 図書室

3階
- サークル室
- 茶室

### 利用案内
- 利用時間：10:00 - 21:00[10]。
- 休館日：水曜日（その日が祝日場合は、その翌日)、12月31日、1月1日[10]

## 交通アクセス

### 公共交通機関
- 揖斐川町ふれあいバス「かすがモリモリ村」バス停より徒歩すぐ
  - 養老鉄道養老線揖斐駅より春日線「美束」行き。

### 自動車
- 東海環状自動車道大野神戸ICより県道53号、国道417号、県道32号を経由、約30分。